# Validitate
Validitatea este o proprietate logică formală a schemelor de operații cu propoziții cognitive (înzestrate cu valoare de adevăr). O formulă propozițională este validă, dacă din premise adevărate produce concluzii adevărate.
Validitatea este o proprietate a formei logice a unei inferențe, în timp ce valoarea de adevăr indică conținutul semantic al unei propoziții cognitive. Uneori distincția acestor noțiuni nu e clar percepută la nivel mental.